# 1 Bundesliga 1981 (hockey su pista)
La 1 Bundesliga 1981 è stata la 50ª edizione del torneo di primo livello del campionato tedesco di hockey su pista. Il titolo è stato vinto dal Walsum per la decima volta nella sua storia.

## Squadre partecipanti
- Cronenberg
- Darmstadt
- Germania Herringen
- Mönchengladbach
- Herten
- Ober-Ramstadt
- Recklinghausen
- Remscheid
- TSG Darmstadt
- Walsum

## Classifica finale
|                           | Pos. | Squadra            | Pt | G  | V | N | P | GF | GS | DR |
| ------------------------- | ---- | ------------------ | -- | -- | - | - | - | -- | -- | -- |
| Germania Ovest (bandiera) | 1.   | Walsum             | ?  | 18 |   |   |   |    |    |    |
|                           | 2.   | Cronenberg         | ?  | 18 |   |   |   |    |    |    |
|                           | 3.   | Ober-Ramstadt      | '? | 18 |   |   |   |    |    |    |
|                           | 4.   | Herten             | ?  | 18 |   |   |   |    |    |    |
|                           | 5.   | Mönchengladbach    | ?  | 18 |   |   |   |    |    |    |
|                           | 6.   | Remscheid          | ?  | 18 |   |   |   |    |    |    |
|                           | 7.   | Recklinghausen     | ?  | 18 |   |   |   |    |    |    |
|                           | 8.   | Darmstadt          | ?  | 18 |   |   |   |    |    |    |
|                           | 9.   | TSG Darmstadt      | ?  | 18 |   |   |   |    |    |    |
|                           | 10.  | Germania Herringen | ?  | 18 |   |   |   |    |    |    |

Legenda:
 Campione di Germania Ovest.
      Qualificato in Coppa dei Campioni 1981-1982.
      Qualificato in Coppa delle Coppe 1981-1982.
      Qualificato in Coppa CERS 1981-1982.
Note:
Tre punti a vittoria, due a pareggio, uno a sconfitta.
In caso di parità di punteggio, le posizioni erano decise per differenza reti generale.

## Verdetti
| Verdetto                          | Club                |
| --------------------------------- | ------------------- |
| Campione di Germania Ovest 1981   | Walsum (10º titolo) |
| Qualificato in Coppa dei Campioni | Walsum              |
| Qualificato in Coppa delle Coppe  | Cronenberg          |
| Qualificate in Coppa CERS         | Ober-Ramstadt       |